# Charles Bryant
Charles Bryant (Hartford, 8 gennaio 1879 – Mount Kisco, 7 agosto 1948) è stato un attore, sceneggiatore e regista britannico ricordato soprattutto per il suo legame con la famosa attrice Alla Nazimova.

## Biografia
Bryant nacque a Hartford, nel Cheshire, l'8 gennaio 1879. Studiò nel Sussex, all'Ardingly College, lasciando la scuola a quattordici anni per diventare attore. Tre anni dopo, partiva per gli Stati Uniti dove cominciò a recitare a Broadway, protagonista nel 1887 di The First Born. Al cinema, Bryant apparve in A Train of Incidents, un cortometraggio di George D. Baker del 1914. Nel 1916, recitò in War Brides, il film di debutto sullo schermo di Alla Nazimova, famosa attrice di Broadway di origine russa. Nel 1918, Bryant e Nazimova vennero messi sotto contratto dalla Metro e venne diffusa la voce che i due fossero marito e moglie.  Con la celebre attrice, Bryant girò una serie di film tra i quali Revelation, Out of the Fog e Billions. 

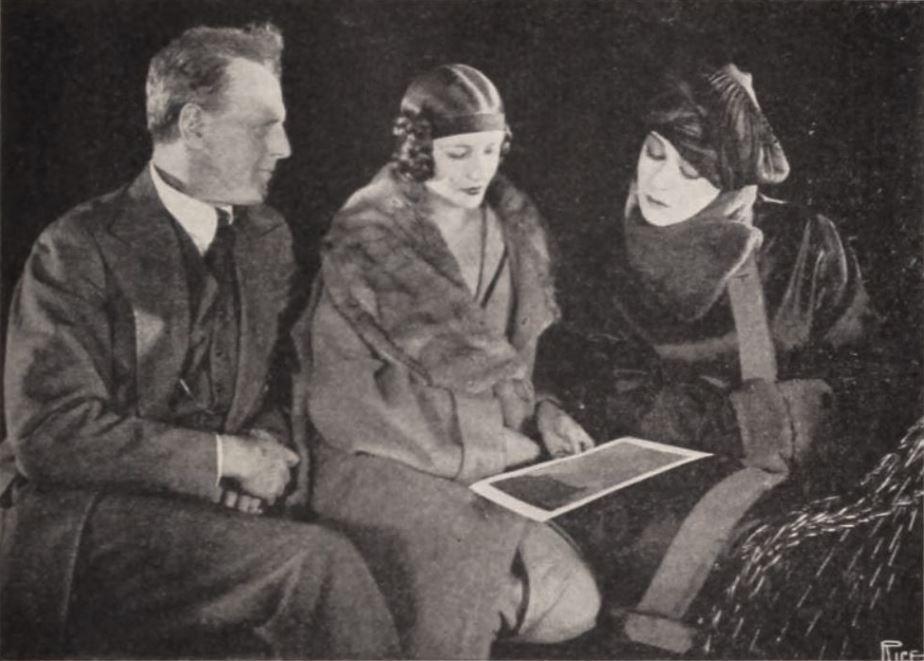
Charles Bryant, Natacha Rambova e Alla Nazimova sul set di Salome (1922)

In quell'anno l'attrice fondò la Nazimova Productions per la quale Bryant cominciò a fare il regista. 
La coppia Nazimova-Bryant non ebbe vita lunga: nel 1923, Salomè, un film adattato da una commedia di Oscar Wilde e fortemente voluto dalla Nazimova, si dimostrò probabilmente troppo in avanti con i tempi e si rivelò un terribile flop, mandando la casa di produzione in bancarotta. Bryant non lavorò più per il cinema, tornando a Broadway. I due si lasciarono, rompendo anche la loro associazione. 
Il 16 novembre 1925 Bryant, a quarantatre anni, sorprese la stampa, i fan di Nazimova e la stessa Nazimova sposando nel Connecticut Marjorie Gilhooley, ventitre anni. Quando la stampa scoprì che nella licenza di matrimonio lo stato civile dello sposo era quello di "celibe", scoppiò uno scandalo che coinvolse pesantemente Nazimova, rivelando che il suo matrimonio con Bryant era stato una finzione messa in atto per mettere a tacere le voci che circolavano sull'omosessualità dei due attori.
Charles e Marjorie divorziarono nel 1936. Con la moglie, Bryant aveva avuto due figli, Charles Bryant Jr. e Sheila Bryant. L'8 giugno 1948, Sheila sposò il romanziere americano Richard Yates.

### Morte
Bryant, ritiratosi dalle scene nel 1941, morì il 7 agosto 1948 a Mount Kisco, nello stato di New York, all'età di 69 anni. La sua tomba si trova all'Evergreen Cemetery di Hillside, nel New Jersey.

## Filmografia

### Attore
- A Train of Incidents, regia di George D. Baker - cortometraggio (1914)
- The Wrong Flat, regia di Harry Lambart - cortometraggio (1914)
- A Double Error, regia di Theodore Marston - cortometraggio (1914)
- The Game of Thrills - cortometraggio (1915)
- The Spider, regia di Ray C. Smallwood - cortometraggio (1915)
- The Battle of Ballots, regia di Frank B. Coigne (1915)
- The Masqueraders, regia di James Kirkwood (1915)
- War Brides, regia di Herbert Brenon (1916)
- Rivelazione (Revelation), regia di George D. Baker (1918)
- Toys of Fate, regia di George D. Baker (1918)
- L'occidente (Eye for Eye), regia di Albert Capellani e Alla Nazimova (1918)
- Out of the Fog, regia di Albert Capellani (1919)
- La lanterna rossa (The Red Lantern), regia di Albert Capellani (1919)
- The Brat, regia di Herbert Blaché (1919)
- Più forte della morte (Stronger Than Death), regia di Herbert Blaché, Charles Bryant (1920)
- La danzatrice del sobborgo (The Heart of a Child), regia di Ray C. Smallwood (1920)
- Billions, regia di Ray C. Smallwood (1920)

### Sceneggiatore
- The Brat, regia di Herbert Blaché (1919)
- Più forte della morte (Stronger Than Death) (1920)
- La danzatrice del sobborgo (The Heart of a Child), regia di Ray C. Smallwood (1920)
- Billions, regia di Ray C. Smallwood (1920)

### Regista
- Più forte della morte (Stronger Than Death), co-regia di Herbert Blaché (1920)
- Casa di bambola (A Doll's House)
- Salomè (Salome) (1922)